# هارسلبن
هارسلبن (به آلمانی: Harsleben) یک شهر در آلمان است که در Harz واقع شده‌است.
 هارسلبن  ۲٬۳۰۴ نفر جمعیت دارد.